# J.O.サイモンズ
J.O.サイモンズ（ジョン・オームスビー・サイモンズ、John Ormsbee Simonds、1913年3月11日 - 2005年5月26日）は、アメリカ合衆国のランドスケープ・アーキテクト、都市プランナー、教育者、環境保護主義者。ノースダコタ州ジェームスタウン生まれ。

## 著書・参考
- ランドスケープ・アーキテクチュア（鹿島研究所出版会、1967年、久保貞訳）
- ランドスケープアーキテクチュア第4版-環境計画とランドスケープデザイン すばらしい住環境の創造とかけがえのない地球環境（バリー.W.スタークと共著、2010年、鹿島出版会、都田徹＋Team9訳）(http://student.agsci.colostate.edu/rdfiscus/Landscape%20Architecture%20by%20John%20Simonds.pdf)
- Landscape Architecture: A Manual of Site Planning and Design（サイトの企画·設計のマニュアル：ランドスケープ（1983年第2版　1998年第3版を発行）
- Earthscape：環境計画と設計のマニュアル（IOBA　ISBN： 0442280165 / 0-442-28016-5 1978年）
- TreatiseOn造園の理論と実践：(AJダウニングと共著、ファンク＆Wagnalls、1967年）

## 経歴
- 1930年、ミシガン州立大学に入学
- 1933年-1934年、アジア各地やボルネオに旅行に住んで学校から年間離陸
- 1935年、ミシガン州立卒業。ランドスケープ·アーキテクチャーの学士を得る
- 1935年-1936年、ビッグベイで一般市民の保存部隊をつのり、ミシガン州マーケット州立公園の土地保全と管理を担当
- 1936年、ハーバード大学デザイン大学院に入学
- 1939年、大学院を修了。ランドスケープアーキテクチャーの修士を授与
- 1939年-1940年、1年間、仲間であるハーバード大学院生や将来のパートナーになるレスター・A.コリンズらとアジア各地を旅行する
- 1940年、弟のフィリップとピッツバーグでサイモンズ・アンド・サイモンズ・パートナーシップを設立し、実務を始める
- 1941年、第二次世界大戦に入り、ペンシルベニア州での軍事基地のプロジェクトに参加予定が、アジアへの旅行中にマラリアに感染し参加することができず
- 1945-1960年、サイモンズサイモンズとの練習が盛んで戦後ブームの時とピッツバーグルネッサンス
- 1952-1970年、レスター・A.コリンズがサイモンズ・アンド・サイモンズとパートナーシップ
- 1955-1967年、カーネギー工科大学（現・カーネギーメロン大学）で教鞭を執る
- 1963-1965年、アメリカ造園家学会（ASLA）会長
- 1965年、都市公園やオープン・スペースパネルにおける自然の美しさのホワイトハウス会議議長
- 1965年、土地と資源計画のための最初の状態のアクションプランの一つバージニア・コモンウェルスのプリンシパルプランナーを務める
- 1966-1968年、連邦道路管理局の理事会会員でアーバン·アドバイザーとなり、市の道路（1968年）ボードのレポートを編集した
- 1968-1970年、資源と環境に関する大統領タスクフォースメンバー
- 1970年、サイモンズ・アンド・サイモンズ社を、環境企画パートナーシップ開発（EPD）に改名
- 1973年、ASLAメダル受賞
- 1979-1980年、フロリダ州知事のリソース管理タスクフォースメンバー
- 1983年、実務から引退し、相談役に
- 1999年、ASLAセンテニアル勲章を授与

## 作品・業績
- オールステート保険会社（ピッツバーグ、1970-1972年）
- アメリカンハードウェアパーク（1974-1979年）
- アナポリスキャンパス・米海軍兵学校（1958-1963年）
- アリソンパーク小学校（ヒューストン、1956-1961年）
- Armcoスチール本部（1969-1970年）
- アメリカ陸軍の野外レクリエーション施設マニュアル（1973-1976年）
- アメリカ陸軍サイト計画マニュアル（1976-1979年）
- アトランタ植物園（1971-1983年）
- ビーバー公園（ペンシルベニア州。ブラッシュクリーク、ホームウッドの滝など。1970-1977年）
- アディソンテラス（ピッツバーグ、1956-1966年）
- アクロン・オポチュニティ・パーク（1960-1965年、1968-1977年）
- アクロンキャナルパーク（アクロン、1969-1974年）
- アクロンパークイースト（アクロン、1969-1973年）
- アルフレッド·農業テクニカルカレッジ（ニューヨーク、1963-1970年）
- アレゲニー開発センター（ピッツバーグ、1959-1965年）
- アレゲニー大学風景開発プログラムと寮（1958-1961年）
- アレゲニーコモンズメモリアル（ペンシルバニア、1968-1970年）
- アレゲニー·コモンズ（ピッツバーグ、1966-1970年）
- アレゲニー郡コミュニティカレッジ（1967-1974年）
- アレゲニー郡住宅と州立公園（1959-1972）
- アレゲニーユニオンプラザ（1985年）
- ビーバーミドルスクール（ペンシルベニア、1975年）
- ブナの学校の校庭やプール（ペンシルバニア州。1950-1954年）
- ベルヴァーノン（Rostraver高、ペンシルバニア・マッキーズポート、1964-1968年）
- ベルリン、H. -レジデンス（ピッツバーグ。1949-1951年）
- ベテル高校（1958-1960年、ペンシルバニア・ベセルパーク。1961-1965年）
- ベセルパーク総合計画（1961-1964年）
- ベツレヘムセンター中学校（ペンシルベニア。 1967-1970年）
- ベツレヘム合同学校（ペンシルベニア・Deemston。1955-1959年）
- ブルーム工学校（ペンシルベニア・ボールドウィン。 1976-1977年）
- ブルームフィールドの遊び場（ピッツバーグ。1949-1951年）
- カーネギー自治区整備（ペンシルバニア・カーネギー。1968-1970年）
- バウアーヒルロードアパートメンツ（ペンシルバニア。 1966-1967年）
- ボーイスカウトサービスセンター（ピッツバーグ。 1965-1969年）
- ブレイディのRun Park（ペンシルバニア。1969-1978年）
- ブラシクリーク公園（ペンシルベニア、1968-1977年）
- バッファロー大学キャンパス（ニューヨーク。 1964-1968年）
- Burket JZ レジデンス（ペンシルバニア・グリーンズバーグ。 1949-1950年）
- バーンズハイツ住宅（ピッツバーグ。1947-1950年）
- バトラー郡コミュニティカレッジ（ペンシルバニア州。 1966-1970年）
- バトラー中級学校（ペンシルベニア。 1970-1976年）
- カルゴン株式会社（ペンシルベニア。 1965-1974年）
- Callery·ケミカル·カンパニー（ペンシルバニア州。1953年）
- Canevin高校（ピッツバーグ。 1958-1962年）
- キャノン·マクミラン高校（ヒューストン、1956-1961年）
- カーソン学校（北アレゲニー。 1963-1970年）
- ケーリー樹木園（1972-1982年）
- カンバーランドセンターシティ（1968-1973年）
- シャルルロワエリアジュニア高校（ピッツバーグ。 1962-1966年）
- チャールストン・ウェストバージニア州間高速道路（1972-1975年）
- Carlynton高校（ペンシルバニア・ロビンソン。 1967-1972年）
- Chartiers-ヒューストンジュニアとシニアハイスクール（1955-1959年）
- ショトーカ研究所（ニューヨーク。 1958-1959年）
- シカゴ植物園（1965-1991年）
- ピッツバーグ小児病院（1950-1959年、1968年）
- シボネ族エステート開発（ジャマイカ・オーチョリオス。1968-1973年）
- CINVA（コロンビア・ボゴタ。 1960年）
- ピッツバーグ・シティパーク（1950-1953年）
- コンサバトリー鳥小屋（ピッツバーグ。 1968-1969年）
- クックRDレジデンス（ペンシルバニア・パインタウンシップ。 1948-1952年）
- ピッツバーグ郡裁判所（1958-1960年）
- 貧困者のための郡家（ジョンJ.ケイン病院、アレゲニー。 1950-1962年）
- クロフォード·スクール（ペンシルバニア・デュケーヌ。1949-1950年）

- ピッツバーグクロスタウンの植樹（1965年）
- ジョージ·ストリート（メリーランド・カンバーランド。1963-1971年）
- ダイヤモンドパーク（ペンシルバニア・バトラー。1977年）
- ディクソンストリートスペース（ペンシルバニア州・ホームステッド。1950-1952年）
- イーストヒルズ（アクションハウジング、ピッツバーグ。1960-1962年）
- イーストヒルズアパート（1964-1967年）
- イーストリバティモール・パーキングエリア（ピッツバーグ。1963-1971年）
- ピッツバーグ東通りインターチェンジ・エッジウッドの自治区（1978-1979年）
- エディンボロカレッジアスレチックフィールド（ペンシルバニア・エディンボロ。1962-1967年）
- エリザベス·フォワードスクール（ペンシルベニア。1955-1958年）
- エクイタブルプラザ（ピッツバーグ。1969年）
- ペンシルベニア州立大学フェイエットキャンパス（1967-1972年）
- 連邦オフィスビル＃6（ワシントンD.C.。1958年）
- 連邦準備銀行（ピッツバーグ。 1960年）
- ファーストルーテル教会（ピッツバーグ、1982年）
- Fontbonne女子スクール（アレゲニー郡。 1958-1961年）
- フォートカウチ学校（ペンシルバニア・アッパー·セントクレア。1950-1952年）
- 創業者広場（ルイビル。1966-1969年）
- フォックスチャペル公園（ペンシルバニア。 1966-1967年）
- フランシスコ会レジデンス・Morange道路。1961-1962年）
- フランクリン小学校（ペンシルバニア・Munhall。1955-1957年）
- フランクリンパーク小学校（北アレゲニー。 1965-1968年）
- フリックパーク（ピッツバーグ。 1958-1963年）
- フォン・ホイ-レジデンス（ペンシルバニア・ベルビュー。1941-1946年）
- ガーフィールドのアパート（ワシントンD.C. 1960-1965年）
- ゲートウェイセンタービル6・ゲートウェイパークガレージ（ピッツバーグ。 1958-1971年）
- ジェネシー川研究・オンタリオビーチパーク（ニューヨーク州ロチェスター。1979年）
- Glassport高校（ペンシルバニア州。1947年）
- グレン·ヘーゼル改修（ピッツバーグ。1943-1944年）
- グランドパーク（ピッツバーグ。1957-1959年９
- グレートメドウズパーク（ペンシルバニア。1969-1972年）
- グレーターピッツバーグエアポート（1948-1964年）
- グリーンベイ植物園予備的調査（ウィスコンシン州、1980年）
- グリーンツリー総合計画（ピッツバーグ、1961-1967年）
- グリーンウェイ中学校（ピッツバーグ。 1969-1975年）
- Gumbert学校（ペンシルベニア・アレゲニー。1968-1969年）
- ハミルトンラリマーハウジング（ピッツバーグ。1959-1964年）
- ハンプトンホール（アパート、ピッツバーグ。1947年）
- ハンプトン郷ジュニアとシニアハイスクール（ペンシルベニア。1955-1958年）

- ハーマービルリ ハビリテーションセンター（1978-1980年）
- ハリー·ファウラーの遊び場（ピッツバーグ。 1958-1959年）
- Helzlsouerレジデンス（Dravosburg（ペンシルバニア州。 1952年）
- ヘンダーソン（ブルース（レジデンス）。1955年）
- ハーシェルの遊び場（ピッツバーグ。 1958-1959年）
- ハイランドアベニュー小学校（ペンシルバニア・ニューキャッスル。 1961年）
- ハイランドパーク動物園・水族館（ピッツバーグ。1965-1970年）
- ハイランドリアルティ草原レーン（ペンシルバニア・ユニオンタウン。 1968年）
- ハイランドハイスクール（ペンシルベニア（＃1008）。 1965-1972年）
- ホールデン樹木園（オハイオ（ジェフリー·ラウシュ）。 1985年）
- 聖十字架ギリシャの教会（山。 レバノン（＃909）。 1963-1967年）
- ホームステッドの遊び場（ペンシルバニア州。 1948-1951年）
- Homeville中学校運動場。 1947-1948年）
- ウェストバージニア州天然ガス会社本社（1948-1952年）
- ハンティンドンハウジング（ペンシルベニア。 1954-1969年）
- ハンティングトン（ウェストバージニア州。 1966-1975年）
- インドの郷レクリエーション-ノーラ（ペンシルバニア。 1969-1970年）
- インディアナ大学ロッジパーク（1970-1971年）
- Ingomar中学校（1958-1960年）
- Ingomar小学校（ペンシルバニア。 1958-1960年）
- 国際保健センターとアレゲニー総合病院（マクマスターグループ。 1987-1988年）
- ジャクソン（ミシシッピ。 1969-1971年）
- ジキル島（ジョージア州。 1983年）
- ケリー小学校（Wilkinsburg（ペンシルバニア。 1968-1971年）
- Kilbuck郷税歩留まり解析（1977年）
- Kiskiエリアスクール（1958-1966年）
- ラ·ロッシュ·カレッジ（1964-1969年）
- ランドー（トーマス-レジデンス（ピッツバーグ。 1950-1951年）
- ローレルマナー（退職村、ペンシルバニア・リゴニア。1979-1980年）
- リーズバイパス（バージニア。1970-1973年）
- Lhormer（アーチ-レジデンス。ペンシルバニア・クレアトン。 1949-1950年）
- 自由の鐘（Liberty Bell）プラザ（ピッツバーグ。 1977-1978年）
- ルイビルリ バーフロント（1968-1972年）
- ワシントンプラザ・ヒルアパートメンツ（IMペイらと。1961-1964年）
- ライカミング郡のコートハウス（1969年）
- マディソンパークサウス（ボルチモア。1968-1971年）
- マギー病院（ピッツバーグ。 1963-1984年）
- Mahoningクリーク湖（ペンシルベニア。 1973-1979年）
- マーシャル郷インターチェンジ（ペンシルバニア。 1968-1969年）
- マーマデューク遊び場（ピッツバーグ。 1958-1960年）
- マッケインフォード（ペンシルバニア。 1967-1968年）
- マッキーズ小学校（フィフスアベニュー。 1952年）
- マッキーズポートハイスクール（ペンシルベニア。 1958-1962年）
- マッキーズポートハウジング（ペンシルベニア。 1957-1963年）
- マッキーズポート公園（ペンシルベニア州。 1973年）
- 女性と子どものための医療センター（ピッツバーグ。 1977-1979年）
- メロン中学校（1965-1969年）
- メロン広場（ピッツバーグ。 1957-1984年）
- ミルウォーキー高速道路（1965-1972年）
- モノンガヒーラバレーカトリック高校（1956-1959年）
- モンターハイスクール（ペンシルベニア。1966-1970年）
- モンタ地域（ペンシルベニア。1961-1967年）
- コラオポリス学校（アレゲニー郡。 1974年）
- モーガンタウンのリバーフロント開発（ウェストバージニア州。1983年）
- Morganzaスクール（ペンシルベニア。 1958-1962年）
- モットヘイブン（モデル都市）（ニューヨーク。1967-1968年）
- マウントレバノン（ペンシルバニア。 1961-1965年）
- マウントユニオンハウジング（ペンシルベニア。 1962-1964年）
- マウントアッシジアカデミー（ペンシルバニア。 1966-1970年）
- マウントレバノン中学校（1957-1964年）
- マウントレバノンハイスクール（1968-1973年）
- マウントレバノン駐車場（1969-1970年）
- マウントレバノン貯蓄貸付（ピッツバーグ。1972年）
- マウントレバノン学校（ジェファーソンとメロン）（ペンシルベニア。 1964-1965年）
- マウントバーノン小学校（1961-1962年）
- マウントライト- Steeltown（モントリオール。1970年）
- マウントライトニュータウン（ケベック、1970年）
- ミュージカル芸術協会（クリーブランド。1965-1966年）
- 北米人の殉教者教会（モンロー。1961-1962年）
- 北ブラドック（ペンシルベニア。1961-1964年）
- ノースカロライナ州省交通調査米国の221とNC間のルート105（1972-1981年）
- ノースカロライナ州-バードロックフォールズ間道路（1972年）
- ノースパークとサウスパーク（ピッツバーグ。 1968-1971年）
- ノースパークスケートリンク（ピッツバーグ。 1958-1961年）
- 北ビューハイツ小学校（ピッツバーグ。 1960-1961年）
- 北ビューハイツ住宅（ピッツバーグ。 1961-1966年）
- 北ビューハイツ（ピッツバーグ。 1958-1966年）
- Northgateのプール（ピッツバーグ。1979-1981年）
- Northgateの村（ピッツバーグ。1968-1972年）
- ノースサイド小学校/パーク（1969-1976年）
- ノースエステート（ペンシルバニア・ウィリアムスポート。1974-1977年）
- Norwin高校マッキーズポート（ペンシルバニア。1961-1969年）
- Ohiopyleの州立公園（1969-1979年）